# Auto-cirurgia

O cirurgião soviético Leonid Rogozov realiza uma apendicectomia de emergência em si-mesmo durante estadia na Antártida

A auto-cirurgia é o ato de realizar um procedimento cirúrgico em si mesmo. Pode ser um ato realizado em circunstâncias extremas por necessidade, uma tentativa de evitar constrangimento, ação legal ou custos financeiros, ou uma manifestação rara de um distúrbio psicológico.
Estas auto-cirurgias podem ser realizadas por profissionais ou por civis, com equipamentos adequados ou não. Quanto mais assistida, profissional e com equipamentos adequados o procedimento é realizado maior a chance de recuperação do paciente.

## Auto-cirurgia supervisionada
A auto-cirurgia assistida trata-se de um procedimento realizado em si-mesmo com supervisão médica profissional. Este tipo de procedimento é realizado de maneira voluntária em ambientes onde não há uma emergência clinica. Este tipo de procedimento foi realizado apênas uma vez.
- Evan O'Neill Kane: Em 15 de fevereiro de 1921, Evan O'Neill Kane realizou sua própria apendicectomia na tentativa de provar a eficácia da anestesia local para tais operações. Acredita-se que ele tenha sido o primeiro cirurgião a fazê-lo.[1] No entanto, Kane realizou anteriormente apendicectomias (em outros) com anestesia local.[2] Em 1932, ele realizou uma auto-operação ainda mais arriscada de reparar sua hérnia inguinal aos 70 anos. Ambas cirurgias transcorreram bem.[3]

### Biopsia supervisionada
Uma biopsia trata-se de um procedimento para retirada de uma amostra de algum tipo de material biológico para diagnóstico. Algumas biopsias podem ser invasivas, assim necessitando de micro-procedimentos e de equipamentos especializados para analisar a amostra retirada.
- Jerri Nielsen: Jerri Nielsen era a única médica de plantão na estação de pesquisa Amundsen-Scott Antarctic da Fundação Nacional de Ciências dos Estados Unidos em 1999, quando encontrou um nódulo em seu seio. Ela foi forçada a biopsiar o nódulo ela mesma. Sua experiência virou notícia internacional e serviu de base para sua autobiografia, Ice Bound . Descobriu-se que o nódulo era canceroso, então ela autoadministrou agentes quimioterápicos. Ela permaneceu livre do câncer por vários anos, mas morreu em 2009 depois que o câncer reapareceu e se espalhou para o cérebro.[4]

## Auto-cirurgias não supervisionadas

### Órgãos genitais
Essas cirurgias são geralmente as menos fatais. Às vezes, as pessoas recorrem à autocirurgia na forma de castração na tentativa de controlar seus impulsos sexuais ou devido à disforia de gênero.
- Boston Corbett: Boston Corbett, o soldado que matou o assassino de Abraham Lincoln, John Wilkes Booth, havia realizado uma auto-cirurgia no início da vida. Castrou-se com uma tesoura para evitar a tentação das prostitutas. Depois do procedimento ele foi a uma reunião de oração e comeu uma refeição antes de ir para tratamento médico.[8]

### Abdominal
A auto-cirurgia abdominal bem-sucedida é extremamente rara.  Alguns casos bem divulgados encontraram seu caminho na literatura médica.
- Jock McLaren: Em agosto de 1944, Jock McLaren, um oficial do Exército Australiano, realizou uma apendicectomia em si mesmo sem nenhum tipo de anestesia, usando apenas um canivete e um espelho. Ele então começou a suturar-se com o que tinha em mãos "cisal". Embora não qualificado em medicina humana ou cirurgia, McLaren tinha um conhecimento considerável de medicina veterinária.[9]
- Leonid Rogozov: Em 30 de abril de 1961, Leonid Rogozov removeu seu próprio apêndice inflamado na Estação de Pesquisa Soviética Novolazarevskaja, na Antártida, pois era o único médico da equipe. A operação durou uma hora e 45 minutos e foi assistido por seus colegas que auxiliaram o médico com a iluminação e instrumentação da cirurgia.[10][11] Rogozov mais tarde informou sobre a cirurgia no Boletim Informativo da Expedição Antártica Soviética.[12]
- Um estudante do sexo masculino que já havia realizado uma autocastração foi objeto de relato de caso de Kalin em 1979.[13][14] O estudante, algum tempo depois de sua autocastração, também tentou reduzir a atividade de suas glândulas supra-renais com uma injeção de albumina sérica bovina, hormônio liberador do hormônio luteinizante e adjuvante de Freund. Quando isso produziu um abscesso no local da injeção, ele recorreu à autocirurgia. Seu psiquiatra relatou:| “ | Às quatro horas da manhã de sua cirurgia, ele desinfetou seu dormitório com desinfetante em spray e álcool e cobriu uma área com lençóis que havia esterilizado anteriormente. Para anestesia, ele tomou barbitúricos orais. Ele também tomou hidrocortisona e preparou uma lata de adrenalina vaporizada, preparando-se para uma possível síndrome de choque. Realizou o procedimento com luvas estéreis e máscara cirúrgica. Deitado em decúbito dorsal e olhando para espelhos estrategicamente posicionados para obter uma visão ideal, ele começou limpando o abdômen com álcool. A incisão foi feita com bisturi, exposição obtida por afastadores, e a dissecção realizada com instrumentos cirúrgicos. Para anestesia local, ele injetou cloridrato de lidocaína em cada camada de tecido sucessiva durante a abertura. Ele controlou o sangramento com pó de gelatina aplicado localmente, enquanto ligaduras de fio de algodão esterilizado foram usadas para os vasos maiores. Após oito horas, ele teve perda mínima de sangue, mas não conseguiu obter exposição adequada para entrar no espaço retroperitoneal por causa da dor inesperada ao retrair seu fígado. Exausto, ele enfaixou o ferimento, limpou o quarto e chamou a polícia para o transporte para o hospital por causa de uma "ruptura". | ” |

#### Cesariana
- Inés Ramírez: Em 2000, uma mulher mexicana, Inés Ramírez, foi forçada a recorrer à autocirurgia – uma “cesariana autoinfligida ” – por falta de assistência médica durante um trabalho de parto difícil: “Ela tomou três copos pequenos de bebida forte e, usando uma faca de cozinha, cortou seu abdômen em 3 tentativas... cortou o próprio útero longitudinalmente e deu à luz um bebê do sexo masculino. Tanto a mãe quanto a criança sobreviveram e agora estão bem."[15]

### Amputação
A auto-amputação normalmente é realizada quando alguém encontra-se preso em alguma superficie onde a única maneira de manter-se vivo é a realização de uma amputação. É considerada uma das auto-cirurgias mais comuns.
- Donald Wyman: Em 1993, Donald Wyman amputou a perna com o canivete depois que ela foi presa por uma árvore.[16][17]
- Bill Jeracki: Em 1993, Bill Jeracki estava pescando perto de St. Mary's Glacier, no Colorado, quando uma pedra prendeu sua perna esquerda. A previsão era de neve e sem jaqueta ou mochila, Jeracki não acreditava que sobreviveria à noite. Fazendo um torniquete com sua camisa de flanela e usando sua faca de isca, ele cortou a perna na altura da articulação do joelho, usando pinças hemostáticas de seu kit de pesca para fechar as artérias que sangravam.[18]
- Doug Goodale: Em 2002, Doug Goodale cortou um de seus braços na altura do cotovelo para sobreviver a um acidente no mar.[19]
- Aron Ralston: Em 2003, Aron Ralston estava em uma viagem de alpinismo em Blue John Canyon, quando uma pedra caiu e prendeu seu antebraço direito, esmagando-o. Primeiro ele tentou arrancar a pedra em torno de sua mão com seu canivete, mas desistiu da tentativa depois de dois dias. Em seguida, ele tentou levantar e mover a pedra com um sistema simples de polias feito com corda e engrenagem, mas também falhou. No sexto dia, que ele não esperava viver para ver ao adormecer na noite anterior, um Ralston desidratado e delirante teve uma visão de si mesmo como um homem de um braço só brincando com seu futuro filho. Após um subsequente acesso de raiva, ele descobriu que poderia dobrar o braço o suficiente para quebrar o rádio e os ossos da ulna. Usando a lâmina cega de sua ferramenta multiuso, ele cortou o tecido mole ao redor da fratura. Ele então usou o alicate da ferramenta para rasgar os tendões mais duros. Ele teve o cuidado de não cortar as artérias antes de colocar um torniquete improvisado. Depois de cortar o feixe principal de nervos, causando uma dor agonizante, ele cortou o último pedaço de pele e ficou livre. Em má forma física, e tendo perdido mais de um litro de sangue, ele conseguiu descer 70 pés de rapel e caminhar mais 13 quilômetros, quando se deparou com uma família holandesa que ofereceu ajuda e o guiou até um helicóptero de resgate que por acaso estava próximo, procurando por Ralston e o levou para um hospital. Sua história foi dramatizada no filme 127 Horas (2010).[20]
- Homem Australiano: Em 2003, um mineiro de carvão australiano preso três quilômetros no subsolo por um trator capotado cortou seu próprio braço com uma faca de corte de caixa.  O homem de 44 anos, que não foi identificado pela polícia, estava trabalhando até tarde na mina Hunter Valley quando o trator tombou, esmagando seu braço e prendendo-o.[21]